# Albin Przychodni
Albin Przychodni (ur. 28 października 1911 w Czerwonym Moście, zm. 30 maja 1993 w Legnicy) – polski wojskowy, burmistrz Końskich, funkcjonariusz MO.

## Życiorys
Urodził się 28 października 1911 w Czerwonym Moście, jako syn Józefa i Bronisławy. W 1928 ukończył szkołę powszechną. Od 1931 odbywał zasadniczą służbę wojskową w 10. Pułku Artylerii w Łodzi. Ukończył szkołę podoficerską i został awansowany do stopnia kaprala. Po służbie przeniósł się do Warszawy, gdzie pracował do 1939 jako malarz. W 1933 wstąpił do Polskiej Partii Socjalistycznej i jednocześnie został członkiem Towarzystwa Uniwersytetu Robotniczego. W 1939 brał udział w obronie Warszawy w Ochotniczych Batalionach Robotniczych.
W czasie okupacji niemieckiej przebywał w rodzinnych stronach. W 1940 zaprzysiężony przez Związek Walki Zbrojnej i mianowany dowódcą oddziału dywersyjnego w stopniu podporucznika pod ps. „Ziemowit”, w 1941 mianowany porucznikiem. W tym czasie pracował na kolei w Końskich. Przeszedł z Armii Krajowej do Gwardii Ludowej. W 1944 aresztowany przez gestapo pod zarzutem działalności konspiracyjnej i zwolniony z braku dowodów po dwóch tygodniach. Po zwolnieniu został przydzielony do 1. Brygady im. Ziemi Kieleckiej Armii Ludowej. Po wkroczeniu Armii Czerwonej do Końskich, na początku 1945 został wybrany burmistrzem miasta. Był członkiem Robotniczej Partii Polskich Socjalistów. 25 lipca 1945 został mianowany na stanowisko komendanta powiatowego MO w Słupsku, które pełnił do 3 grudnia 1945. We wrześniu 1945 przeciwko Przychodniemu wszczęto postępowanie dyscyplinarne, m.in. za złe traktowanie podwładnych. 25 października 1945 z niewyjaśnionych powodów udał się do Olsztyna, nie powiadamiając o tym swoich przełożonych. 17 listopada 1945 wszczęto za nim pościg jako za dezerterem z szeregów MO. 19 listopada 1945 o dezercji została powiadomiona KG MO. Komendant główny MO nakazał sprawę zaniechać (przypuszczalnie Przychodni wtedy się odnalazł) i mianował go z dniem 15 grudnia 1945 komendantem powiatowym MO w Lidzbarku Warmińskim. W styczniu 1946 przeniesiony na stanowisko komendanta powiatowego MO w Mrągowie. W tymże roku mianowany przez KRN majorem stanu wojny. Następnie mianowany zastępcą komendanta wojewódzkiego MO w Olsztynie ds. ORMO. Zamieszany w sprawę malwersacji finansowych (sprzedaż osobom prywatnym 12 motocykli będących na stanie KW MO w Olsztynie). Komendant główny MO 31 stycznia 1947 nakazał jednak umorzyć postępowanie dyscyplinarne. 26 lutego 1947 Przychodni złożył raport o zwolnienie ze służby, podając jako powód sprawy rodzinne i dochodzenie dyscyplinarne. 10 kwietnia 1947 zwolniony ze służby w MO. 15 listopada 1956 zwrócił się do KG MO o ponowne przyjęcie do milicji. Oficjalnie nieprzyjęty z powodu zaawansowanego wieku i braku etatów w MO.
Postanowieniem prezydenta RP Bolesława Bieruta z 7 czerwca 1947 został odznaczony Orderem Krzyża Grunwaldu III klasy za zasługi w walce konspiracyjnej z okupantem niemieckim.
Zmarł 30 maja 1993, pochowany jako Albin Przychodnia na cmentarzu komunalnym w Legnicy (D1-A-22).